# Стара Шудья
Стара Шудья́ (рос. Старая Шудья) — присілок у складі Алнаського району Удмуртії, Росія.

## Населення
Населення — 284 особи (2010; 308 в 2002).
Національний склад станом на 2002 рік:
- удмурти — 92 %

## Урбаноніми[3]
- вулиці — Заставкова, Ключова, молодіжна, Райдужна
- провулки — Березовий